# Ballads of the Broken
Ballads of the Broken is het eerste studioalbum bij een groot platenlabel van de Amerikaanse singer-songwriter Jelly Roll.
Alle tracks zijn geproduceerd door Andrew Baylis, behalve Son of a Sinner, dat werd geproduceerd door Ernest K. Smith en Ilya Toshinsky. 

## Tracklist
1. "Dead Man Walking" - 3:21
2. "Backslide" - 3:03
3. "Son of a Sinner" - 3:52
4. "Over You" - 2:16
5. "Hollow" - 3:13
6. "Even Angels Cry" - 2:53
7. "Sober" - 2:36
8. "Empty House" - 3:32
9. "Mobile Home" (Demo) - 2:21
10. "Son of a Sinner" (Demo) - 3:55